# Francisco Antonio de Salcedo y Aguirre
Francisco Antonio de Salcedo y Aguirre (San Andrés de Soria, 16 de octubre de 1646-Madrid, 24 de junio de 1729), i marqués de Vadillo, fue un funcionario destacado durante los reinados de Carlos II y Felipe V. Destacó en la administración municipal, especialmente en la de Madrid, de la que fue corregidor desde 1715 hasta su muerte. En agradecimiento a sus servicios durante la guerra de Sucesión, el rey Felipe V le concedió el marquesado de Vadillo en 1712.

## Biografía
Francisco Antonio de Salcedo y Aguirre pertenecía al linaje de los Salcedo, familia de caballeros relacionada con Los Doce Linajes de Soria. Los Salcedo tenían origen vasco y se asentaron en las tierras altas de la actual provincia de Soria, así como en la capital. Eran grandes propietarios ganaderos y poseían también en arrendamiento grandes extensiones en Extremadura debido a la trashumancia. Era hijo de Antonio Ildefonso de Salcedo y Arbizu, que llegó a ser gobernador del partido de La Serena, y de María Teresa de Aguirre y Álava Isunza. Era sobrino de Luis de Salcedo y Arbizu, primer conde de Gómara. También era primo de Luis de Salcedo y Azcona, hijo del conde de Gómara y arzobispo de Santiago de Compostela y Sevilla.
Se desconoce dónde nació exactamente, pero fue bautizado el 17 de octubre de 1646 en el lugar de San Andrés de Soria (en la actualidad un pequeño núcleo de población del municipio de Almarza) a una veintena de kilómetros de Soria (se ha sostenido también que nació en Bliecos,[cita requerida] en 1645, pero esta tesis es incierta). Su infancia y juventud transcurrió en Soria, junto con su padre. El 8 de enero de 1674 casó en dicha ciudad con Isabel Manuela de Tordoya y Salcedo, tía-prima suya y cuatro años más joven que él. Tuvieron ocho hijos.
A finales de 1689 fue nombrado por el Consejo de Castilla corregidor de Plasencia. Se mantuvo en el cargo hasta los últimos meses de 1696. Allí se desarrolló su devoción por la Virgen del Puerto, patrona de Plasencia, que mantendría con posterioridad al abandono del corregimiento placentino. Su etapa al frente del corregimiento de Plasencia duró siete años y contó por lo general con la aprobación de sus gobernados. Al finalizar el primer periodo de tres años al frente del corregimiento, tanto el ayuntamiento como la cámara de comercio solicitaron su renovación, que fue concedida por el Consejo de Castilla. Igualmente pidió el ayuntamiento su prórroga en 1695, pero Salcedo fue relevado finalmente a finales de 1696. Entre los logros de Salcedo en Plasencia se encontraron la instalación de una fábrica de vidrio y cristal en la localidad, cuya licencia concedió en 1696, la atención a los más necesitados y, sobre todo, el adecentamiento y ornato públicos: empedrado de calles, reparación de puentes y reparación de caminos. Estas acciones serían constantes en todos sus corregimientos.

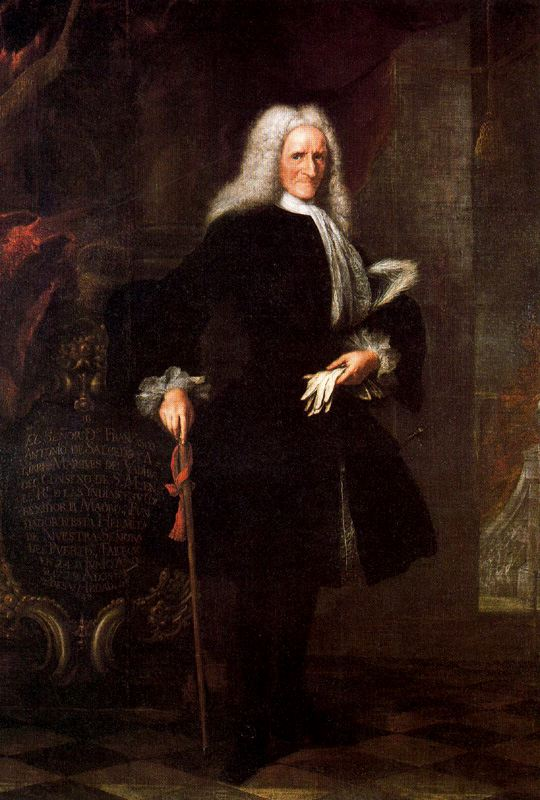
Retrato de Francisco Antonio de Salcedo y Aguirre (c. 1729-30), realizado por el pintor Miguel Jacinto Meléndez (Museo de Bellas Artes de Asturias).

Se desconoce a qué se dedicó durante el año 1697, pero en mayo de 1698 fue nombrado corregidor de Salamanca por el Consejo de Castilla. A principios de enero de 1700, el rey Carlos II lo nombró consejero honorario de Hacienda «atendiendo a los servicios y méritos de Vos D. Francisco Antonio de Salcedo y al particular que había hecho últimamente de la compra y remisión de porciones considerables de trigo para el abasto de esta Corte». Al producirse la entronización de la nueva dinastía borbónica, Salcedo se mostró fiel al nuevo rey, para lo que acudió a Vitoria en enero de 1701 para recibir a Felipe V. Finalizado el trienio fue nombrado corregidor de Jaén. Como en Plasencia, entre sus logros en Salamanca se encontraron el cuidado de los más pobres, el empedrado de calles y la garantía del suministro de la ciudad. Su paso por Jaén fue fugaz, puesto que, nombrado en abril de 1701, fue enviado como corregidor a Córdoba en julio.
En 1704, finalizado su trienio, tanto el cabildo de la catedral como el consistorio solicitaron al Consejo de Castilla la renovación de Salcedo, en agradecimiento a su labor de obras públicas (que incluyeron la reparación del puente Mayor) y a su apoyo a la causa de Felipe V. Se desconoce si hubo posteriores solicitudes de renovación en 1707 y 1710, pero sí que en 1705 formó a su costa un regimiento de infantería, el de Lucena, en 1705 (en total proporcionó 5000 soldados para la causa borbónica), por lo que el 4 de abril de 1712 el rey Felipe V recompensó los servicios prestados durante la Guerra de Sucesión otorgándole el marquesado de Vadillo (Vadillo es un pueblo situado al noroeste de la actual provincia de Soria donde los Salcedo tenían posesiones). Poco después de ser ennoblecido, el ya marqués de Vadillo obtuvo un nuevo puesto en la administración estatal: fue enviado a Sevilla como superintendente general de rentas reales del reino de Sevilla, con plaza en el Consejo de Indias.
El 1 de febrero de 1715 murió su esposa, en Madrid. El 15 de mayo fue nombrado superintendente general de Hacienda, un cargo que ocuparía hasta 1717. A pesar de ello, el 8 de octubre de 1715 fue nombrado corregidor de Madrid. Ocupó este cargo hasta su muerte en 1729. Es, después de José Antonio de Armona, quien ocupó durante más tiempo dicho cargo.
Desde el principio de su mandato destacó como organizador de eventos: a principios de 1716 preparó los festejos en celebración del nacimiento del infante don Carlos, primer hijo del rey con Isabel de Farnesio y futuro Carlos III. También se preocupó de la seguridad pública, ordenando que la ciudad se iluminase de noche mediante faroles separados cien pies uno de otro e instalados y encendidos por los propios vecinos. Sin embargo, las acciones de mayor repercusión durante su mandato fueron las relacionadas con las obras públicas, con el objeto de proceder a la mejora y embellecimiento de la ciudad que albergaba la corte.

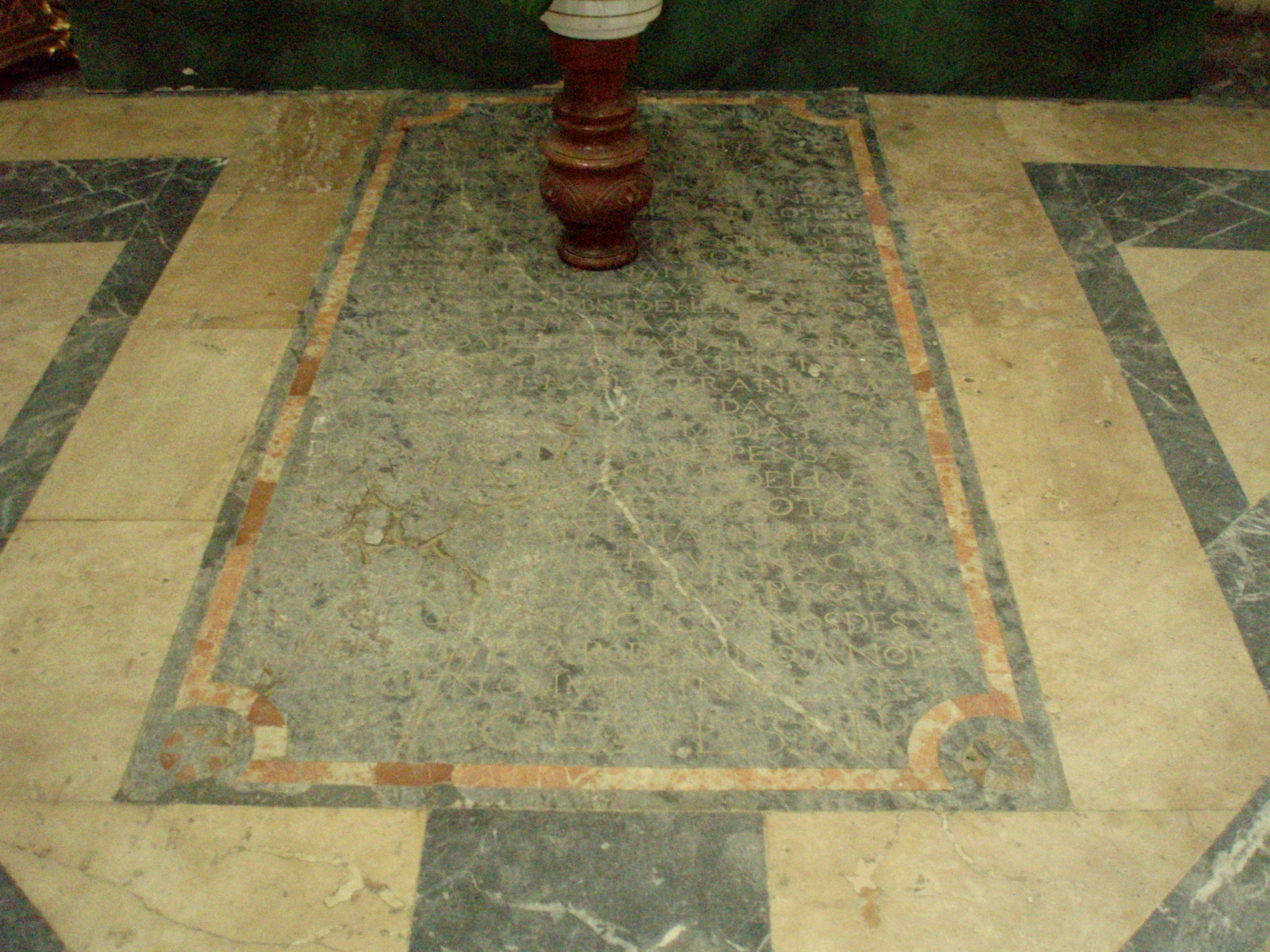
Lápida del sepulcro del marqués de Vadillo en la ermita de la Virgen del Puerto de Madrid.

En junio de 1717 ordenó la colocación de una fuente en la Red de San Luis. Siguiendo las órdenes del rey, proyectó una reforma y amejoramiento de la margen izquierda del río Manzanares, lindante con los jardines del Alcázar. Para ello, contrató a sus expensas al joven arquitecto Pedro de Ribera y le nombró, sin contar con la corporación municipal, teniente de maestro mayor de la Villa, lo que produjo el enojo de Teodoro Ardemans, maestro mayor de la Villa y arquitecto real, que estaba dedicado a la construcción del palacio de la Granja de San Ildefonso (Ribera no ascendería a maestro mayor hasta 1726, tras la muerte de Ardemans). En la explanada situada entre el Manzanares y el Campo del Moro, hizo construir, también a sus expensas, en honor a la patrona de Plasencia, la ermita de la Virgen del Puerto, de cuya ejecución se encargó Ribera. La zona fue allanada y embellecida; se trazó un paseo (conocido como paseo de la Virgen del Puerto) y entre este y el cauce del río se erigió la ermita.
En 1718, el consistorio madrileño aprobó la reedificación del puente de Toledo (y que es el que se conserva actualmente). Las obras, de las que se encargó de nuevo Pedro de Rivera, transcurrieron entre 1720 y 1722, cuando se pudo considerar acabado, si bien las obras continuaron hasta 1727. En honor de Salcedo se dio su nombre a una de las dos glorietas que cierran el puente, la de la orilla derecha, actualmente en el distrito de Carabanchel. En 1726, Ribera recibió el encargo de reformar el pasadizo del Infierno, junto a la Real Casa de la Panadería
Murió en su residencia de Madrid el 24 de junio de 1729. Fue enterrado en la ermita de la Virgen del Puerto, que él había fundado.
| Predecesor: Alonso Pérez de Saavedra y Narváez | Corregidor de Madrid 1715-1729 | Sucesor: José de Pasamonte |